# Jesús Mateo Calderón Barrueto
Jesús Mateo Calderón Barrueto (Cajabamba, 21 de septiembre de 1920 - Lima, 28 de octubre de 2010) es un prelado peruano, fue obispo de la Puno.

## Biografía
Nació en Cajabamba (Cajamarca) el 21 de septiembre de 1920, según Oscar Serruto Bermejo, nació el 10 de octubre de 1920, sus padres fueron Don José Rosario Calderón Romero y Doña Mercedes Barrueto Contreras. La educación primaria la realizó en Cajabamba, y la secundaria en el seminario menor de la orden dominicana en Arequipa (1937-1941).
Fue ordenado sacerdote el 27 de diciembre de 1947, siendo el obispo consagrante Mons. Felipe Santiago Hermoza.
Fue nombrado Obispo Auxiliar de Ica el 13 de marzo de 1969, y fue promovido como Obispo de Puno, el 3 de noviembre de 1972 hasta el 14 de febrero de 1998, dirigiéndose al convento de Santo Domingo del Cusco. Fallece en el Hospital Arzobispo Loayza el 28 de octubre de 2010, a loa 90 años víctima de un derrame cerebral, sus restos mortales descansan en la Basílica y convento de Santo Domingo en el Centro histórico de Lima, donde pasó sus últimos años de vida.